# Muara Kiawai
Muara Kiawai is een bestuurslaag in het regentschap West-Pasaman van de provincie West-Sumatra, Indonesië. Muara Kiawai telt 8518 inwoners (volkstelling 2010).